# Leichtathletik-Hallenweltspiele 1985
Die Leichtathletik-Hallenweltspiele 1985 (französisch Jeux mondiaux en salle 1985; englisch World Indoor Games 1985) wurden am 18. und 19. Januar 1985 im Palais Omnisports im Stadtteil Bercy der französischen Hauptstadt Paris ausgetragen.
15 Jahre nach den ersten offiziellen Leichtathletik-Halleneuropameisterschaften veranstaltete der Weltleichtathletikverband IAAF die Hallenweltspiele. Nachdem die Veranstaltung von Athleten und Verbänden angenommen wurde, wurden ab 1987 regelmäßig Leichtathletik-Hallenweltmeisterschaften ausgetragen. Die Hallenweltspiele 1985 gelten heute als offizieller Vorläuferwettbewerb und werden auch in Statistiken der IAAF mitgezählt.
Es nahmen insgesamt 322 Athleten aus 69 Ländern teil, davon erreichten Athleten aus 43 Ländern ein Finale und Athleten aus 22 Ländern gewannen Medaillen.
Den einzigen Hallenweltrekord stellte Thomas Schönlebe in 45,60 s im 400-Meter-Lauf auf.

## Männer

### 60 m
| Platz | Athlet            | Land | Zeit (s) |
| ----- | ----------------- | ---- | -------- |
| 1     | Ben Johnson       | CAN  | 6,62     |
| 2     | Sam Graddy        | USA  | 6,63     |
| 3     | Ronald Desruelles | BEL  | 6,68     |
| 4     | Lincoln Asquith   | GBR  | 6,69     |
| 5     | Bruno Marie-Rose  | FRA  | 6,73     |
| 6     | Cameron Sharp     | GBR  | 6,74     |

Finale am 18. Januar

### 200 m
| Platz | Athlet                | Land | Zeit (s) |
| ----- | --------------------- | ---- | -------- |
| 1     | Alexandr Jewgenjew    | URS  | 20,95    |
| 2     | Ade Mafe              | GBR  | 20,96    |
| 3     | João Batista da Silva | BRA  | 21,19    |
| 4     | Daniel Sangouma       | FRA  | 21,36    |
| 5     | Albert Robinson       | USA  | 21,54    |
| 6     | Dennis Mitchell       | USA  | 21,92    |

Finale am 19. Januar
Ade Mafe stellte im Halbfinale mit 21,13 s und im Finale je einen Commonwealth-Rekord auf.

### 400 m
| Platz | Athlet           | Land | Zeit (s)   |
| ----- | ---------------- | ---- | ---------- |
| 1     | Thomas Schönlebe | GDR  | 45,60 (WR) |
| 2     | Todd Bennett     | GBR  | 45,97      |
| 3     | Mark Rowe        | USA  | 46,31      |
| 4     | Amadou Dia Ba    | SEN  | 46,94      |
| 5     | Philip Brown     | GBR  | 47,84      |
| 6     | Ángel Heras      | ESP  | 54,09      |

Finale am 19. Januar
Der 19-jährige Thomas Schönlebe verbesserte den Weltrekord um 19 Hundertstelsekunden.

### 800 m
| Platz | Athlet            | Land | Zeit (min) |
| ----- | ----------------- | ---- | ---------- |
| 1     | Colomán Trabado   | ESP  | 1:47,42    |
| 2     | Benjamín González | ESP  | 1:47,94    |
| 3     | Ikem Billy        | GBR  | 1:48,28    |
| 4     | Petru Drăgoescu   | ROU  | 1:48,34    |
| 5     | André Lavie       | FRA  | 1:50,29    |
| 6     | Tonino Viali      | ITA  | 1:50,85    |

Finale am 19. Januar

### 1500 m
| Platz | Athlet             | Land | Zeit (min) |
| ----- | ------------------ | ---- | ---------- |
| 1     | Michael Hillardt   | AUS  | 3:40,27    |
| 2     | José Luis González | ESP  | 3:41,36    |
| 3     | Joseph Chesire     | KEN  | 3:41,38    |
| 4     | Mirosław Żerkowski | POL  | 3:42,21    |
| 5     | Riccardo Materazzi | ITA  | 3:43,56    |
| 6     | Alberto Corvo      | ITA  | 3:45,46    |
| 7     | José Marajo        | FRA  | 3:47,53    |
| 8     | Andrés Vera        | ESP  | 3:52,89    |

Finale am 19. Januar
Joseph Chesire, der Olympiavierte von Los Angeles, sprengte das Feld in der dritten Runde und hatte bis zu 25 Meter Vorsprung. Hillardt überholte den Kenianer bereits vor der Schlusskurve, und González spurtete auf der Zielgerade an ihm vorbei.

### 3000 m
| Platz | Athlet           | Land | Zeit (min) |
| ----- | ---------------- | ---- | ---------- |
| 1     | João Campos      | POR  | 7:57,63    |
| 2     | Don Clary        | USA  | 7:57,78    |
| 3     | Ivan Uvízl       | TCH  | 7:57,92    |
| 4     | António Leitão   | POR  | 7:58,14    |
| 5     | Dave Lewis       | GBR  | 7:58,19    |
| 6     | Francis Gonzalez | FRA  | 7:58,78    |
| 7     | Christoph Herle  | FRG  | 7:59,52    |
| 8     | Joseph Mahmoud   | FRA  | 8:02,90    |

Finale am 19. Januar

### 60 m Hürden
| Platz | Athlet               | Land | Zeit (s) |
| ----- | -------------------- | ---- | -------- |
| 1     | Stéphane Caristan    | FRA  | 7,67     |
| 2     | Javier Moracho       | ESP  | 7,69     |
| 3     | Jonathan Ridgeon     | GBR  | 7,70     |
| 4     | Cletus Clark         | USA  | 7,74     |
| 5     | Wjatscheslaw Ustinow | URS  | 7,75     |
| 6     | Modesto Castillo     | DOM  | 7,86     |

Finale am 19. Januar

### 5000 m Gehen
| Platz | Athlet            | Land | Zeit (min) |
| ----- | ----------------- | ---- | ---------- |
| 1     | Gérard Lelièvre   | FRA  | 19:06,20   |
| 2     | Maurizio Damilano | ITA  | 19:11,41   |
| 3     | David Smith       | AUS  | 19:16,04   |
| 4     | Roman Mrázek      | TCH  | 19:39,73   |
| 5     | Jan Staaf         | SWE  | 20:00,95   |
| 6     | Jim Heiring       | USA  | 20:11,69   |
| 7     | Jorge Llopart     | ESP  | 20:39,83   |
| 8     | Erling Andersen   | NOR  | 21:07,43   |

Finale am 19. Januar

### Hochsprung
| Platz | Athlet             | Land | Höhe (m) |
| ----- | ------------------ | ---- | -------- |
| 1     | Patrik Sjöberg     | SWE  | 2,32     |
| 2     | Javier Sotomayor   | CUB  | 2,30     |
| 3     | Othmane Belfaa     | ALG  | 2,27     |
| 4     | Waleri Sereda      | URS  | 2,24     |
| 5     | Carlo Thränhardt   | FRG  | 2,24     |
| 6     | Ján Zvara          | TCH  | 2,21     |
| 7     | Krzysztof Krawczyk | POL  | 2,21     |
| 8     | Gerd Nagel         | FRG  | 2,21     |

Finale am 18. Januar
Der 20-jährige Sjöberg und der 17-jährige Sotomayor blieben bis 2,30 m ohne Fehlversuch. Die Entscheidung für Sjöberg fiel erst nach Mitternacht; Sjöberg versuchte sich nach seinem Sieg noch am Hallenweltrekord von 2,38 m, scheiterte aber dreimal.

### Stabhochsprung
| Platz | Athlet           | Land | Höhe (m) |
| ----- | ---------------- | ---- | -------- |
| 1     | Serhij Bubka     | URS  | 5,75     |
| 2     | Thierry Vigneron | FRA  | 5,70     |
| 3     | Wassyl Bubka     | URS  | 5,60     |
| 4     | Marian Kolasa    | POL  | 5,50     |
| 4     | Patrick Abada    | FRA  | 5,50     |
| 6     | Alberto Ruiz     | ESP  | 5,50     |
| 7     | Mariusz Klimczyk | POL  | 5,50     |
| 8     | Kimmo Pallonen   | FIN  | 5,40     |
| 8     | Joe Dial         | USA  | 5,40     |

Finale am 19. Januar
In den frühen Morgenstunden des 20. Januar gingen die Hallenweltspiele zu Ende, nachdem der Stabhochsprungwettbewerb über fünf Stunden gedauert hatte. Vigneron scheiterte am Ende dreimal an 5,80 m, Serhij Bubka scheiterte dreimal an 5,86 m. Bubkas Freiluftweltrekord stand zu diesem Zeitpunkt bei 5,91 m.
Mit den Bubkas gewann ein Brüderpaar Medaillen.

### Weitsprung
| Platz | Athlet               | Land | Weite (m) |
| ----- | -------------------- | ---- | --------- |
| 1     | Jan Leitner          | TCH  | 7,96      |
| 2     | Gyula Pálóczi        | HUN  | 7,94      |
| 3     | Giovanni Evangelisti | ITA  | 7,88      |
| 4     | László Szalma        | HUN  | 7,85      |
| 5     | Emiel Mellaard       | NED  | 7,78      |
| 6     | Serge Hélan          | FRA  | 7,71      |
| 7     | Liu Yuhuang          | CHN  | 7,64      |
| 8     | Junichi Usui         | JPN  | 7,52      |

Finale am 19. Januar

### Dreisprung
| Platz | Athlet             | Land | Weite (m) |
| ----- | ------------------ | ---- | --------- |
| 1     | Christo Markow     | BGR  | 17,22     |
| 2     | Lázaro Betancourt  | CUB  | 17,15     |
| 3     | Lázaro Balcindes   | CUB  | 16,83     |
| 4     | Oleg Prozenko      | URS  | 16,80     |
| 5     | Ján Čado           | TCH  | 16,71     |
| 6     | Ralf Jaros         | FRG  | 16,16     |
| 7     | Zou Zhenxian       | CHN  | 16,05     |
| 8     | Ahmed Hassan Badra | EGY  | 15,77     |

Finale am 18. Januar

### Kugelstoßen
| Platz | Athlet            | Land | Weite (m) |
| ----- | ----------------- | ---- | --------- |
| 1     | Remigius Machura  | TCH  | 21,22     |
| 2     | Udo Beyer         | GDR  | 21,10     |
| 3     | Jānis Bojārs      | URS  | 19,94     |
| 4     | Jozef Lacika      | TCH  | 19,75     |
| 5     | Helmut Krieger    | POL  | 19,58     |
| 6     | Marco Montelatici | ITA  | 19,48     |
| 7     | Gert Weil         | CHI  | 19,47     |
| 8     | Gregg Tafralis    | USA  | 18,93     |

Finale am 19. Januar
Die Niederlage des Freiluftweltrekordhalters Beyer war eine der großen Überraschungen der Weltspiele.

## Frauen

### 60 m
| Platz | Athletin             | Land | Zeit (s) |
| ----- | -------------------- | ---- | -------- |
| 1     | Silke Gladisch       | GDR  | 7,20     |
| 2     | Heather Oakes        | GBR  | 7,21     |
| 3     | Christelle Bulteau   | FRA  | 7,34     |
| 4     | Ljudmila Kondratjewa | URS  | 7,36     |
| 5     | Kim Robertson        | NZL  | 7,43     |
| 6     | Gillian Forde        | TRI  | 7,59     |

Finale am 19. Januar

### 200 m
| Platz | Athletin               | Land | Zeit (s) |
| ----- | ---------------------- | ---- | -------- |
| 1     | Marita Koch            | GDR  | 23,09    |
| 2     | Marie-Christine Cazier | FRA  | 23,33    |
| 3     | Kim Robertson          | NZL  | 23,69    |
| 4     | Fabienne Ficher        | FRA  | 23,75    |
| 5     | Mary Bolden            | USA  | 23,89    |
| 6     | Semra Aksu             | TUR  | 24,97    |

Finale am 18. Januar

### 400 m
| Platz | Athletin         | Land | Zeit (s) |
| ----- | ---------------- | ---- | -------- |
| 1     | Diane Dixon      | USA  | 53,35    |
| 2     | Regine Berg      | BEL  | 53,81    |
| 3     | Charmaine Crooks | CAN  | 54,08    |
| 4     | Antonella Ratti  | ITA  | 55,30    |
| 5     | Oddný Árnadóttir | ISL  | 56,94    |

Finale am 19. Januar
Diane Dixon holte den einzigen Titel für die Vereinigten Staaten mit einem völlig ungefährdeten Start-Ziel-Sieg.

### 800 m
| Platz | Athletin            | Land | Zeit (min) |
| ----- | ------------------- | ---- | ---------- |
| 1     | Cristieana Cojocaru | ROU  | 2:04,22    |
| 2     | Jane Finch          | GBR  | 2:04,71    |
| 3     | Maria Simeanu       | ROU  | 2:05,51    |
| 4     | Nathalie Thoumas    | FRA  | 2:07,63    |
| 5     | Shiny Abraham       | IND  | 2:08,09    |
| 6     | Fatima Aouam        | MAR  | 2:12,16    |
| 7     | Isabelle Debruycker | BEL  | 2:14,54    |

Finale am 19. Januar
Cojocaru, Bronzemedaillengewinnerin über 800 Meter bei den Halleneuropameisterschaften 1984 und über 400 Meter Hürden bei den Olympischen Spielen 1984, führte während des gesamten Rennens.

### 1500 m
| Platz | Athletin          | Land | Zeit (min) |
| ----- | ----------------- | ---- | ---------- |
| 1     | Elly van Hulst    | NED  | 4:11,41    |
| 2     | Fița Lovin        | ROU  | 4:11,42    |
| 3     | Brit McRoberts    | CAN  | 4:11,83    |
| 4     | Natalja Artjomowa | URS  | 4:14,11    |
| 5     | Margareta Keszeg  | ROU  | 4:21,02    |
| 6     | Dianne Rodger     | NZL  | 4:29,38    |
| 7     | Khadija Al Matari | JOR  | 5:10,87    |

Finale am 19. Januar
Lovin sorgte für das Tempo, wurde aber auf der Ziellinie abgefangen.

### 3000 m
| Platz | Athletin         | Land | Zeit (min) |
| ----- | ---------------- | ---- | ---------- |
| 1     | Debbie Scott     | CAN  | 09:04,99   |
| 2     | Agnese Possamai  | ITA  | 09:09,66   |
| 3     | PattiSue Plumer  | USA  | 09:12,12   |
| 4     | Dianne Rodger    | NZL  | 09:12,68   |
| 5     | Hassania Darami  | MAR  | 09:40,45   |
| 6     | Leticia Mpoghole | TAN  | 09:55,58   |
| 7     | Fabiola Rueda    | COL  | 10:07,18   |

Finale am 19. Januar

### 60 m Hürden
| Platz | Athlet              | Land | Zeit (s) |
| ----- | ------------------- | ---- | -------- |
| 1     | Xénia Siska         | HUN  | 8,03     |
| 2     | Laurence Elloy      | FRA  | 8,08     |
| 3     | Anne Piquereau      | FRA  | 8,10     |
| 4     | Stephanie Hightower | USA  | 8,12     |
| 5     | Ginka Sagortschewa  | BGR  | 8,13     |
| 6     | Vera Akimova        | URS  | 8,14     |

Finale am 18. Januar
Siska und Piquereau stellten im Halbfinale jeweils nationale Rekorde mit 8,00 s auf.

### 3000 m Gehen
| Platz | Athlet            | Land | Zeit (min) |
| ----- | ----------------- | ---- | ---------- |
| 1     | Giuliana Salce    | ITA  | 12:53,42   |
| 2     | Yan Hong          | CHN  | 13:05,56   |
| 3     | Ann Peel          | CAN  | 13:06,97   |
| 4     | Dana Vavřačová    | TCH  | 13:29,06   |
| 5     | Ann Jansson       | SWE  | 13:47,18   |
| 6     | Teresa Vaill      | USA  | 13:59,56   |
| 7     | Suzanne Griesbach | FRA  | 14:22,21   |
| 8     | Symone Olsen      | NOR  | 14:22,40   |

Finale am 18. Januar

### Hochsprung
| Platz | Athletin           | Land | Höhe (m) |
| ----- | ------------------ | ---- | -------- |
| 1     | Stefka Kostadinowa | BUL  | 1,97     |
| 2     | Susanne Lorentzon  | SWE  | 1,94     |
| 3     | Debbie Brill       | CAN  | 1,90     |
| 3     | Danuta Bułkowska   | POL  | 1,90     |
| 3     | Silvia Costa       | CUB  | 1,90     |
| 6     | Marina Doronina    | URS  | 1,90     |
| 7     | Christine Soetewey | BEL  | 1,85     |
| 8     | Jolanta Komsa      | POL  | 1,85     |

Finale am 19. Januar
Die 19-jährige Kostadinowa sprang fehlerfrei bis einschließlich 1,97 m und scheiterte dann dreimal an der Weltrekordhöhe von 2,04 m.

### Weitsprung
| Platz | Athletin          | Land | Weite (m) |
| ----- | ----------------- | ---- | --------- |
| 1     | Helga Radtke      | GDR  | 6,88      |
| 2     | Tatjana Rodionowa | URS  | 6,72      |
| 3     | Nijolė Medvedeva  | URS  | 6,44      |
| 4     | Lene Demsitz      | DEN  | 6,38      |
| 5     | Nicole Boegman    | AUS  | 6,19      |
| 6     | Silwija Christowa | BUL  | 6,17      |
| 7     | Shonel Ferguson   | BAH  | 6,08      |
| 8     | Géraldine Bonnin  | FRA  | 6,06      |

Finale am 18. Januar
Radtke sprang fünfmal weiter als die Zweitplatzierte in ihrem besten Versuch.

### Kugelstoßen
| Platz | Athletin            | Land | Weite (m) |
| ----- | ------------------- | ---- | --------- |
| 1     | Natalja Lissowskaja | URS  | 20,07     |
| 2     | Ines Müller         | GDR  | 19,68     |
| 3     | Nunu Abaschydse     | URS  | 18,82     |
| 4     | Li Meisu            | CHN  | 17,67     |
| 5     | Ramona Pagel        | USA  | 17,40     |
| 6     | Simone Créantor     | FRA  | 17,10     |
| 7     | Gael Martin         | AUS  | 16,71     |
| 8     | Carol Cady          | USA  | 15,44     |

Finale am 18. Januar
Lissowskaja verbesserte sich in ihrem letzten Versuch um 55 Zentimeter und entriss damit Müller die sicher geglaubte Goldmedaille.

## Medaillenspiegel
| Medaillenspiegel |                                 |      |        |        |        |
| Platz            | Land                            | Gold | Silber | Bronze | Gesamt |
| 01               | Deutsche Demokratische Republik | 4    | 2      | –      | 6      |
| 02               | Sowjetunion                     | 3    | 1      | 4      | 8      |
| 03               | Frankreich                      | 2    | 3      | 2      | 7      |
| 04               | Kanada                          | 2    | –      | 4      | 6      |
| 05               | Tschechoslowakei                | 2    | –      | 1      | 3      |
| 06               | Bulgarien                       | 2    | –      | –      | 2      |
| 07               | Spanien                         | 1    | 3      | –      | 4      |
| 08               | Vereinigte Staaten              | 1    | 2      | 2      | 5      |
| 09               | Italien                         | 1    | 2      | 1      | 4      |
| 10               | Rumänien                        | 1    | 1      | 1      | 3      |
| 11               | Schweden                        | 1    | 1      | –      | 2      |
| 11               | Ungarn                          | 1    | 1      | –      | 2      |
| 13               | Australien                      | 1    | –      | 1      | 2      |
| 14               | Portugal                        | 1    | –      | –      | 1      |
| 14               | Niederlande                     | 1    | –      | –      | 1      |
| 16               | Vereinigtes Königreich          | –    | 4      | 2      | 6      |
| 17               | Kuba                            | –    | 2      | 2      | 4      |
| 18               | Belgien                         | –    | 1      | 1      | 2      |
| 19               | Volksrepublik China             | –    | 1      | –      | 1      |
| 20               | Algerien                        | –    | –      | 1      | 1      |
| 20               | Brasilien                       | –    | –      | 1      | 1      |
| 20               | Kenia                           | –    | –      | 1      | 1      |
| 20               | Neuseeland                      | –    | –      | 1      | 1      |
| 20               | Polen                           | –    | –      | 1      | 1      |